# Alberto Gómez (futbolista)
Alberto Gómez (10 de junio de 1944-17 de septiembre de 2020) fue un futbolista uruguayo.

## Clubes
| Club          | País    | Año       |
| ------------- | ------- | --------- |
| Liverpool     | Uruguay | 1966-1971 |
| Torreón       | México  | 1972-1974 |
| Leones Negros | México  | 1974-1975 |
| Jalisco       | México  | 1975-1976 |
| San Luis      | México  | 1976-1977 |
| Tampico       | México  | 1977-1979 |

## Selección nacional
Militó en la selección de Uruguay, con esta participó en el Mundial de 1970. Allí hizo una aparición en el partido de cuartos de final contra la Unión Soviética, cuando sustituyó a Julio César Morales en la prórroga.

### Participaciones en Copas del Mundo
| Mundial                        | Sede   | Resultado     |
| ------------------------------ | ------ | ------------- |
| Copa Mundial de Fútbol de 1970 | México | Cuarto puesto |